# Beraea maurus
Beraea maurus är en nattsländeart som först beskrevs av Curtis 1834.  Beraea maurus ingår i släktet Beraea och familjen sandrörsnattsländor. Inga underarter finns listade i Catalogue of Life.